# ليام ريان
ليام ريان (بالإنجليزية: Liam Ryan)‏ هو لاعب كرة قدم أسترالية أسترالي، ولد في 2 أكتوبر 1996.

## وصلات خارجية
- ليام ريان على موقع AustralianFootball.com (الإنجليزية)
- ليام ريان على موقع AFLtables.com (الإنجليزية)